# Havasi gyöngyházlepke
A havasi gyöngyházlepke (Boloria pales) a rovarok (Insecta) osztályának a lepkék (Lepidoptera) rendjébe, ezen belül a tarkalepkefélék (Nymphalidae) családjába tartozó faj.

## Előfordulása
A havasi gyöngyházlepke elterjedési területe a Keleti-Alpok a Bajor-Alpokig, Észak-Tirol, a Dolomitok és a Kárpátok. Nem ritka lepkefaj.

## Megjelenése
A havasi gyöngyházlepke elülső szárnya 16–20 milliméter hosszú. A felső oldal alapszíne világító vörösbarna, a szárny középmezőjének foltjai nagyok és szélesek, szabálytalanul helyezkednek el, a fonák fekete foltjai halványabbak és árnyékszerűek. A hátulsó szárny fonákja tarka. A sárgás szegélysáv nem különösen szembeötlő.

## Életmódja
A havasi gyöngyházlepke magashegységi kaszálóréteken él, a fahatártól 3000 méter magasságig.

## Szaporodása
A havasi gyöngyházlepkének évente csak egy nemzedéke van, ez június végétől augusztusig repül. Hernyóidőszaka május–június között van. A hernyó bársonyfekete színű, hátvonala fehéres, mellette sárga foltok vannak, tüskeszerű függeléke és tüskéi ugyancsak sárgásak. Ibolyaféléken él. A báb potrohvégénél rögzítve, szabadon függ fejjel lefelé.

## Rokon fajok
A havasi gyöngyházlepke rokona, a Boloria napaea, amely kissé fakóbb alapszínű, és az elülső szárny sötét foltjai vessző alakúak.

## Képek

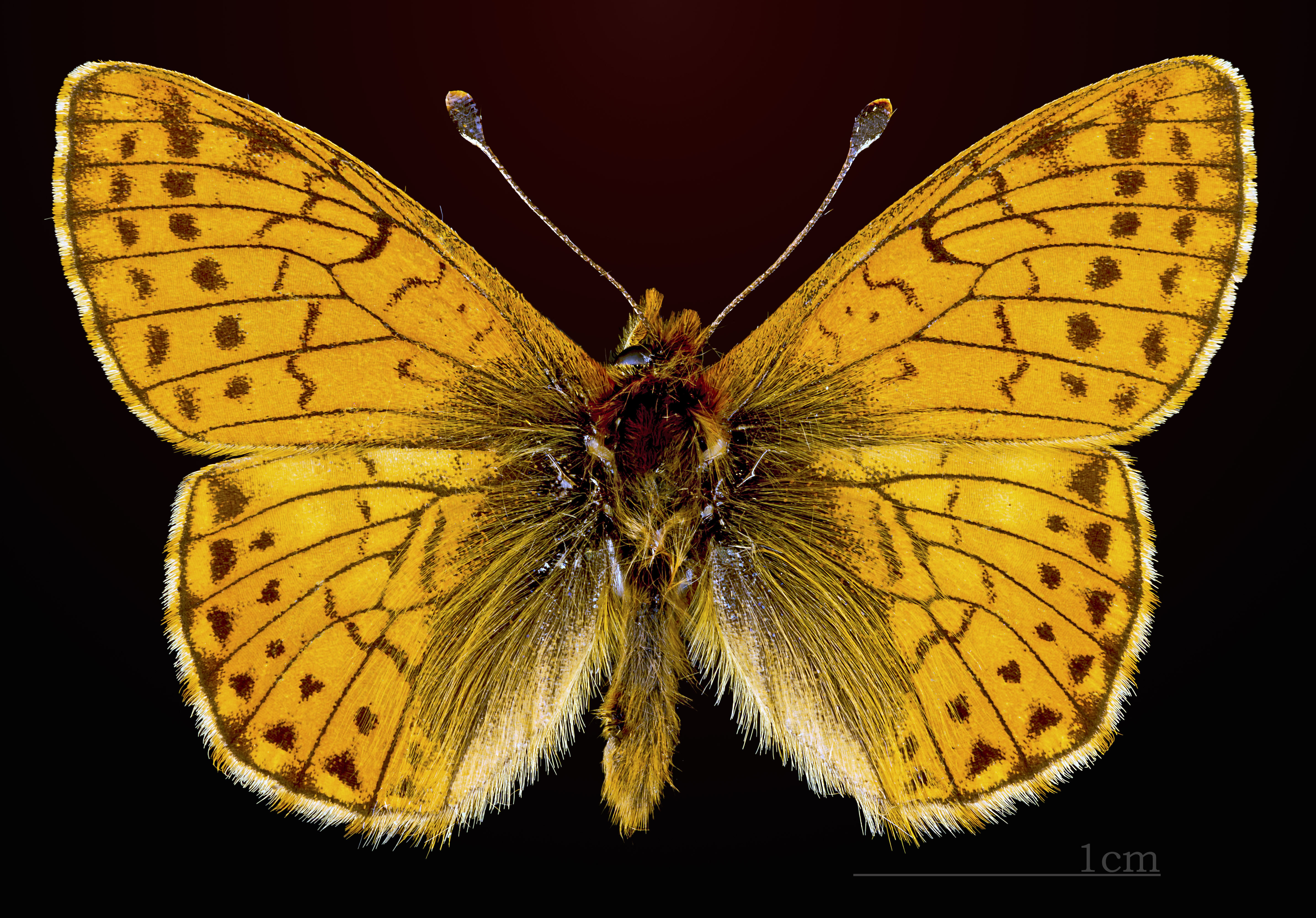
Boloria pales pales
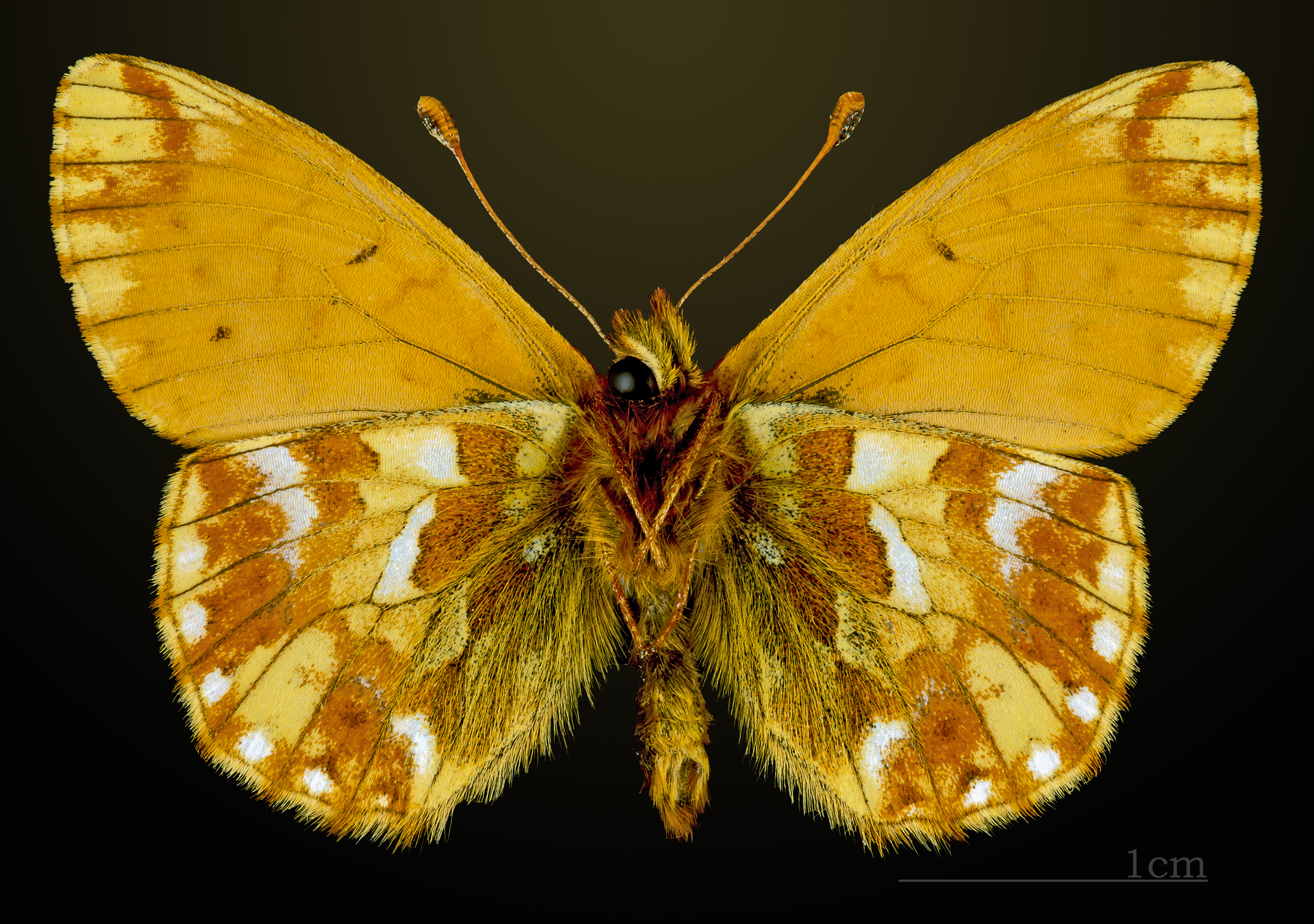
△ Boloria pales pales
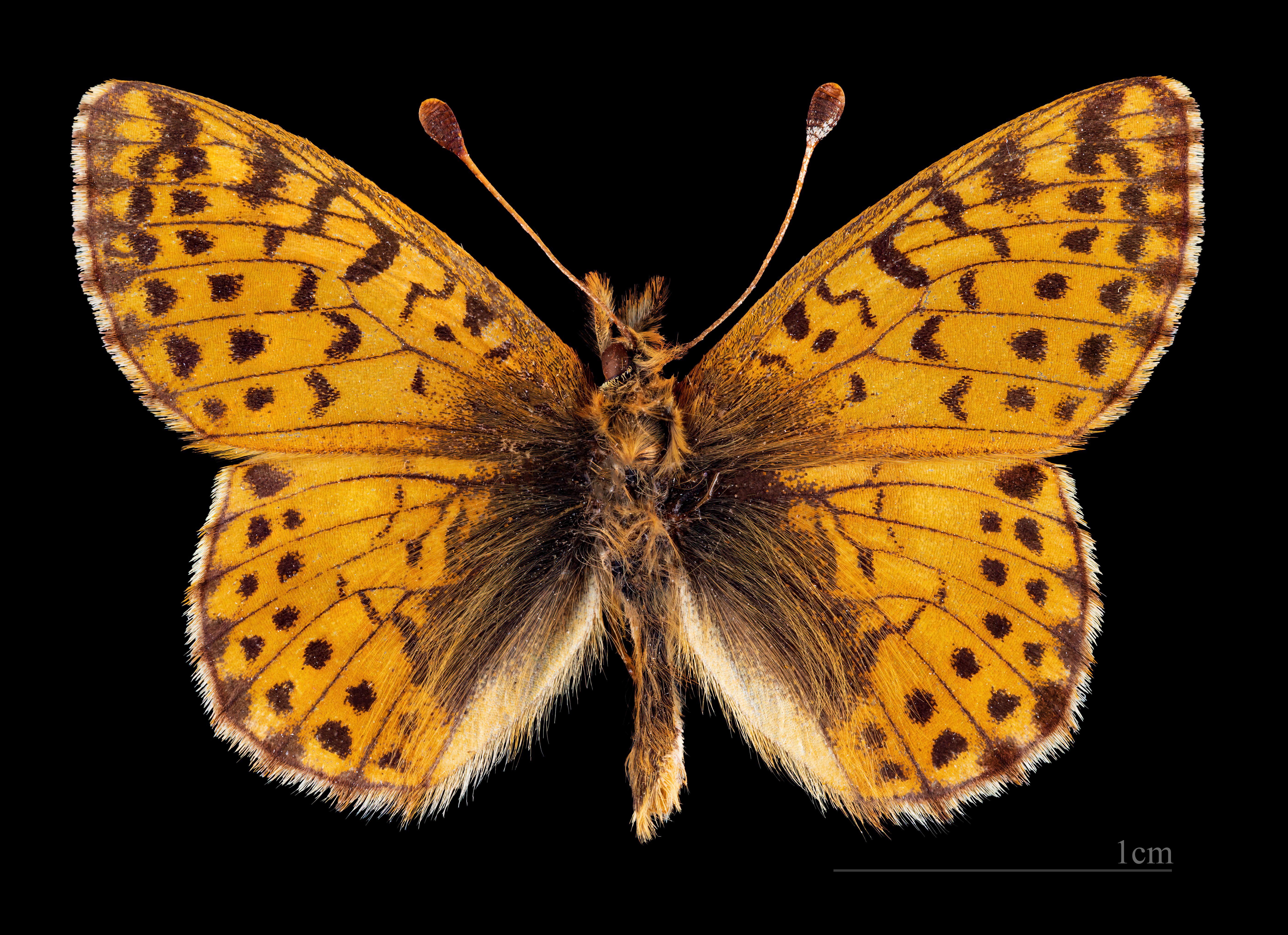
Boloria pales palustris
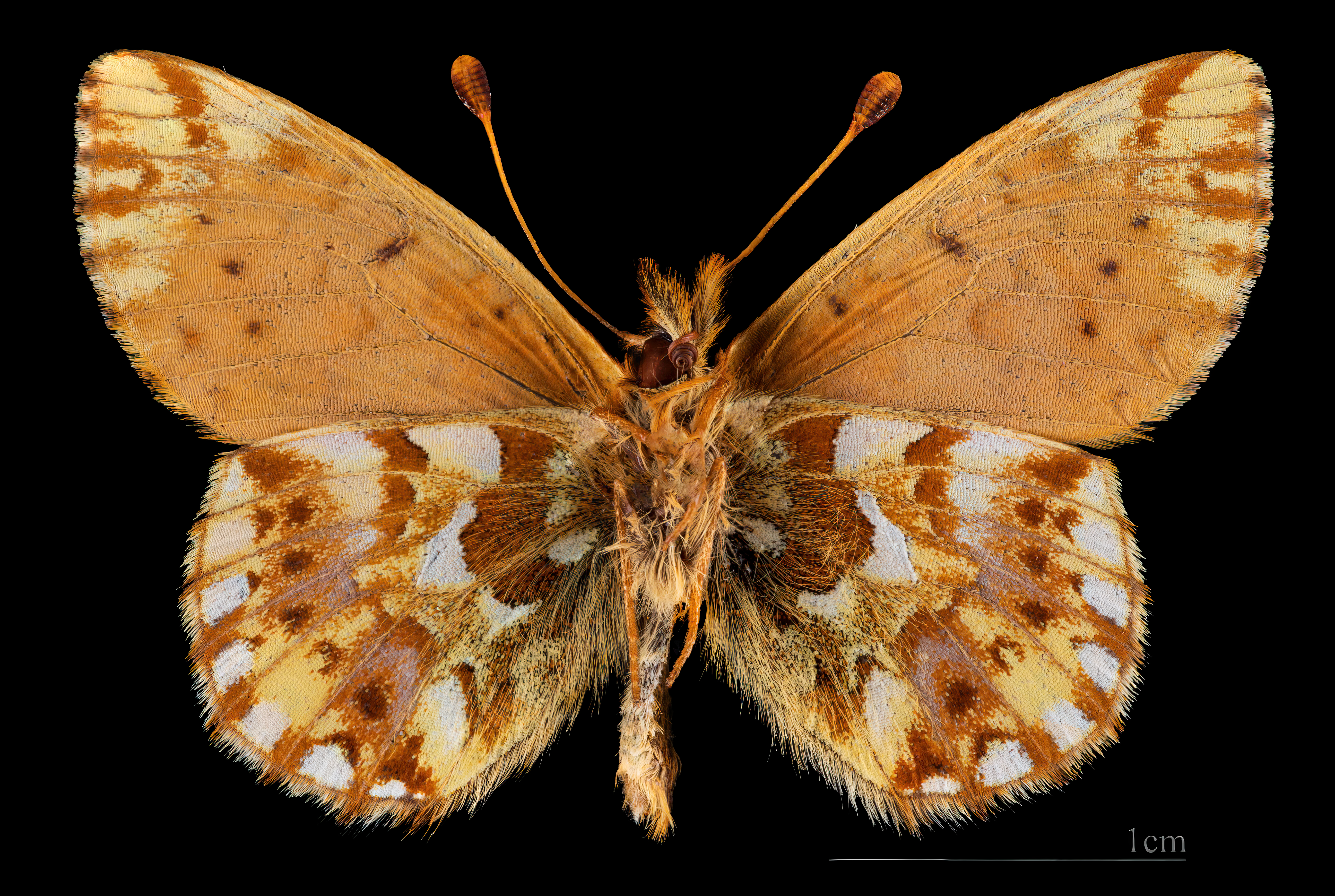
△  Boloria pales palustris
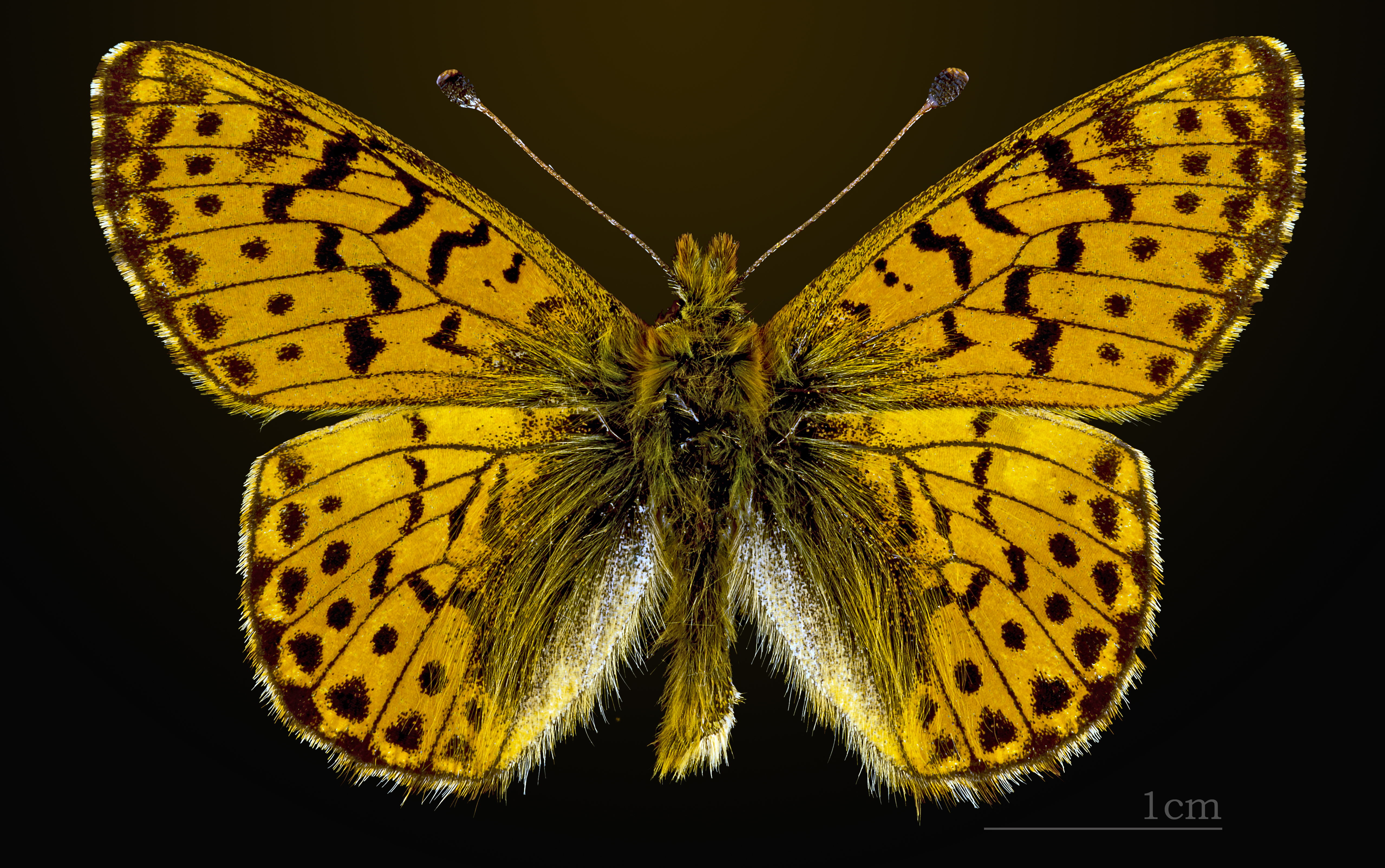
Boloria pales pyrenesmiscens
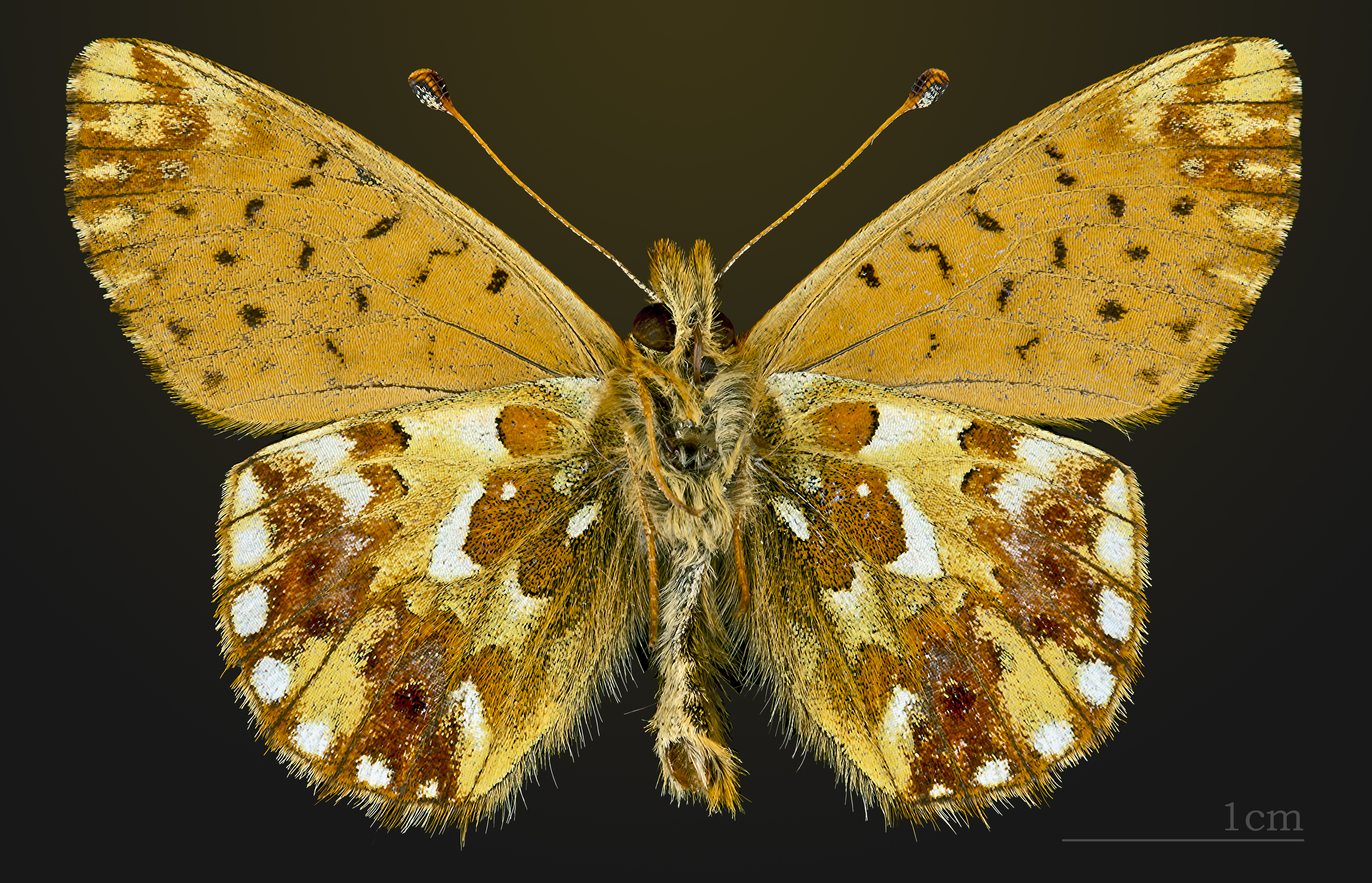
△ Boloria pales pyrenesmiscens